# Base Halley

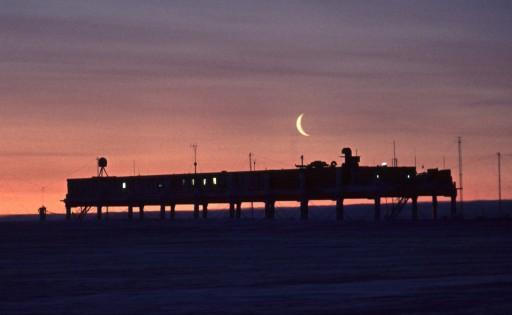
Base Halley durante el invierno de 1999.

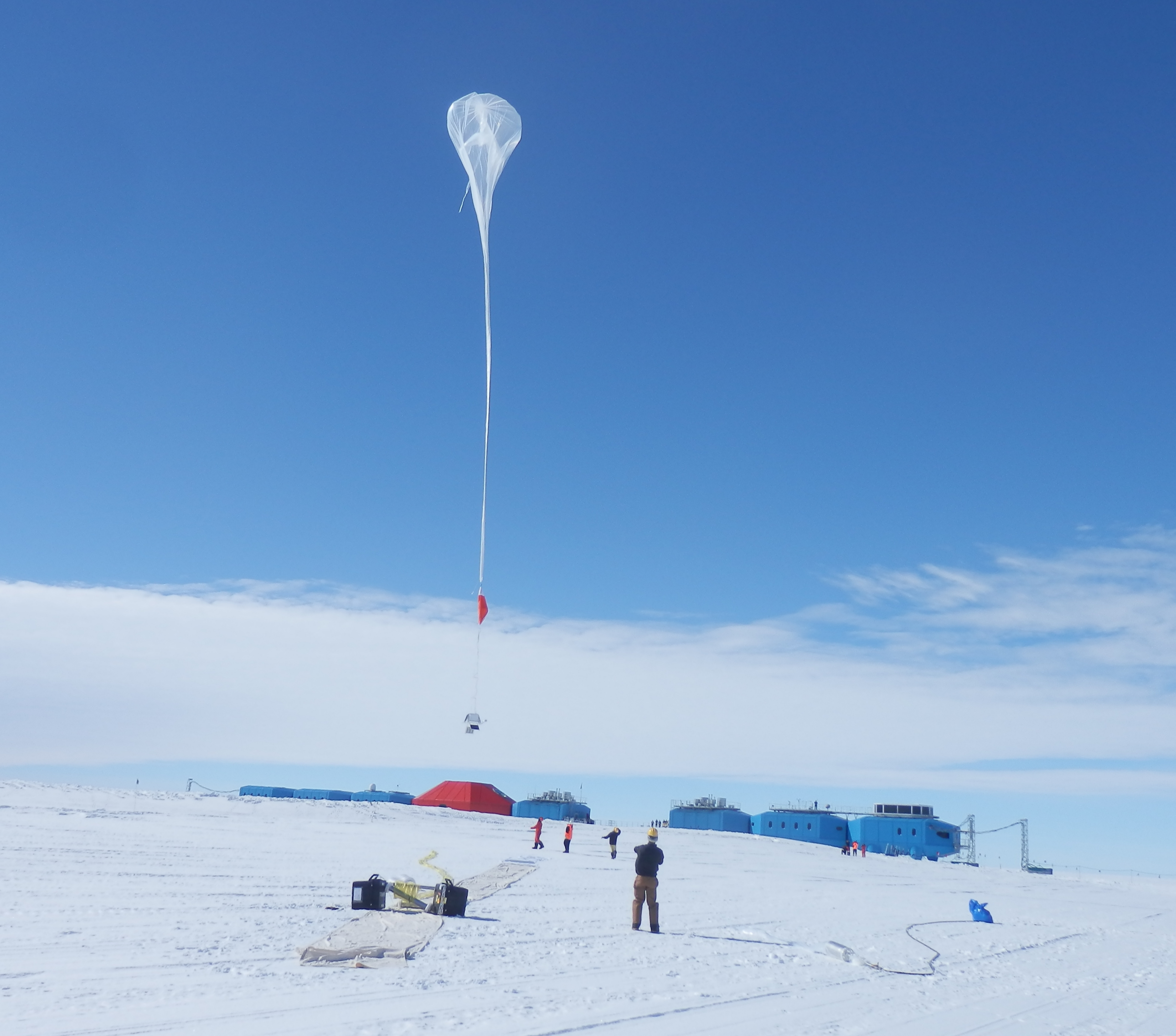
Un globo del programa BARREL de la NASA junto a la Halley VI.

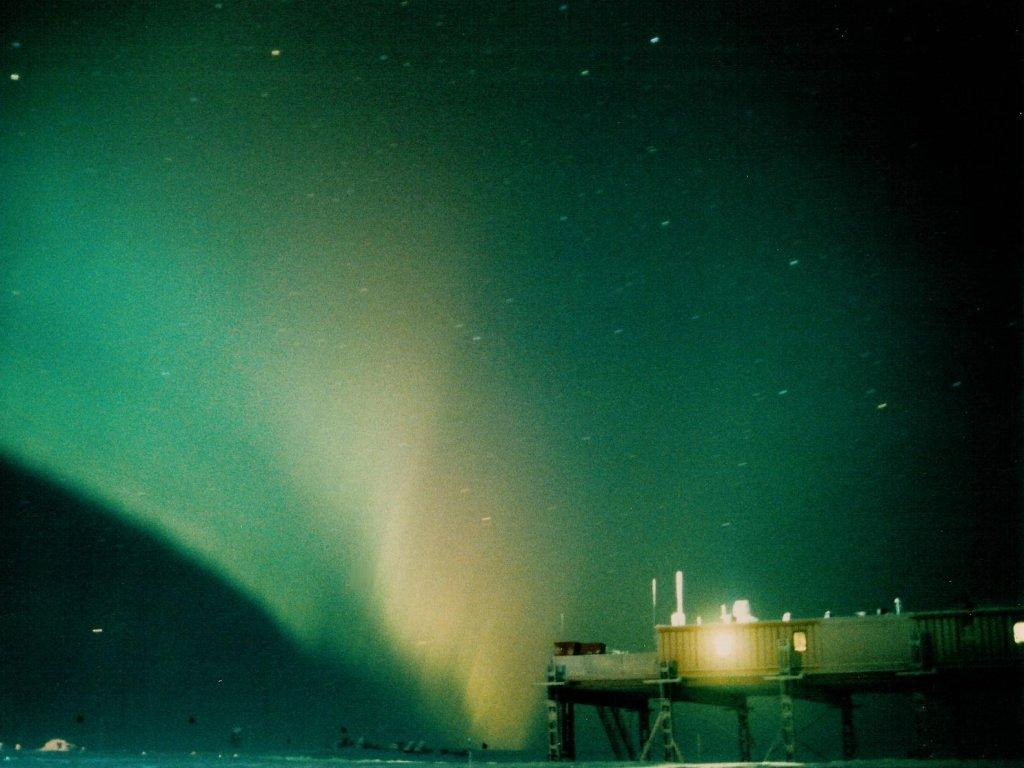
Aurora austral sobre la Halley V en el invierno de 1998.

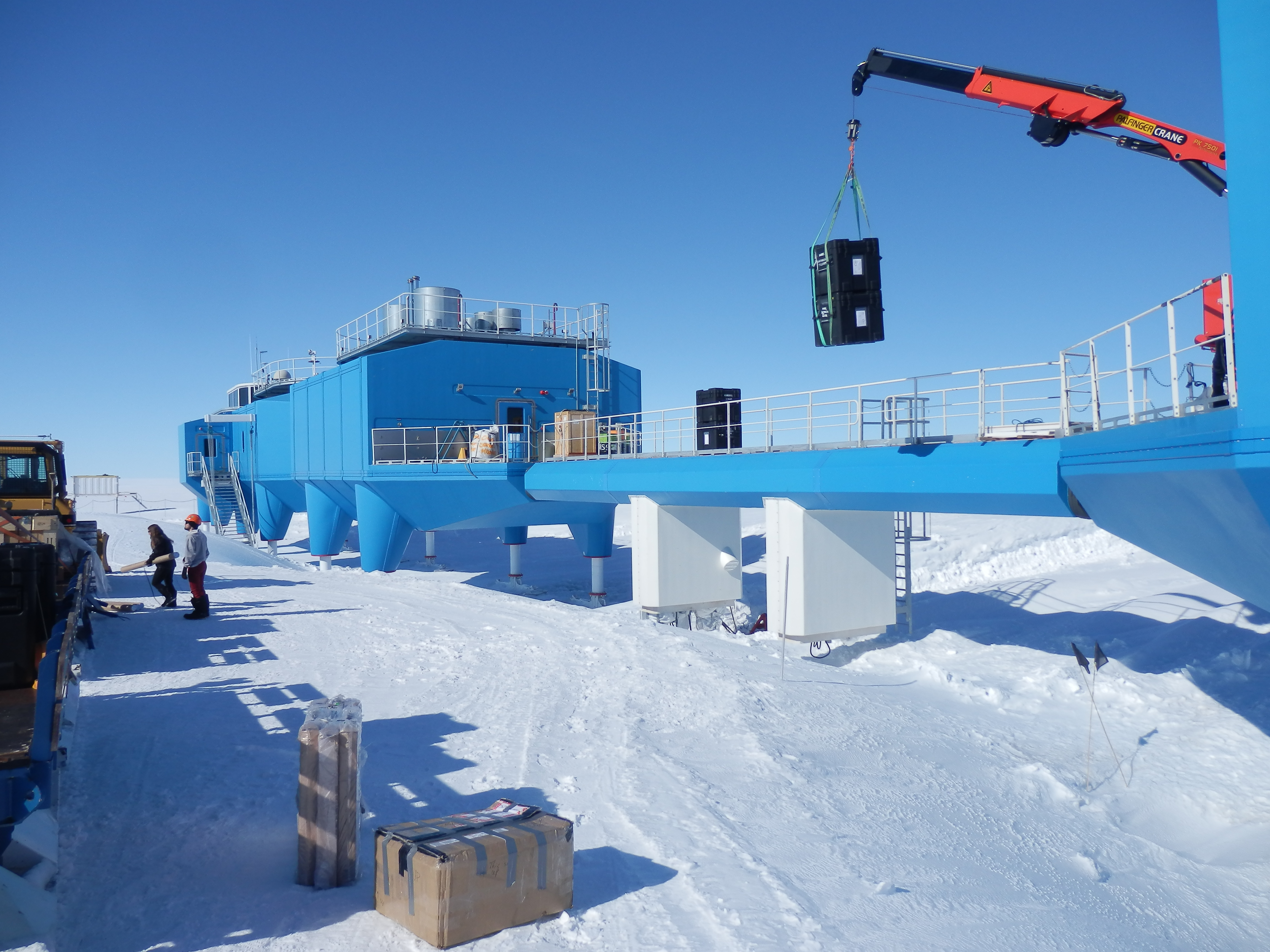
Halley VI en diciembre de 2012.

Halley (en inglés: Halley Research Station) es una base permanente del British Antarctic Survey del Reino Unido ubicada en la barrera de hielo Brunt frente a la costa Caird del mar de Weddell en la Antártida. Gracias a sus estudios se descubrió el agujero de ozono en 1985.
Fue inaugurada el 15 de enero de 1956 por la Royal Society para participar en el Año Geofísico Internacional (1957-1958) y lleva el nombre del astrónomo Edmond Halley. Hasta el 15 de agosto de 1977 se la llamó Halley Bay, pero como a consecuencia de la reducción del campo de hielo la bahía de hielo Halley desapareció, se la renombró Halley.

## Las construcciones
Se han construido seis bases Halley desde su inicio. Las cuatro primeras se hundieron por la acumulación nívea y se rompieron haciéndose inhabitables. Se han intentado varios métodos de construcción, desde madera no protegida hasta túneles de acero. La Halley V se ha realizado con plataformas de acero que se levantaban anualmente para que permaneciera por encima de la superficie nívea.

### Halley I
La Timber hut fue construida en 1956

 y abandonada en 1968. El edificio de trabajo en la superficie fue construido en 1964, y la cabaña vivienda principal fue construida en 1961.

### Halley II
En 1967 la Halley II fue construida como un grupo de cabañas de madera.
 Los techos fueron reforzados con soportes de acero para ayudar a soportar el peso de la nieve, pero la estación debió ser abandonada en 1973, después de sólo siete años.

### Halley III
Construida en 1973 dentro de una tubo de acero Armco diseñado para soportar las cargas de nieve acumuladas sobre ella. En 10 años la base fue enterrada 12-15 metros debajo de la superficie, y los problemas de acceso y ventilación llevaron a su abandono. Años después emergió del acantilado de hielo en el mar.

### Halley IV
Construida en 1983, estaba diseñada para hacer frente al enterramiento en la nieve. Los edificios de dos plantas fueron construidos dentro de cuatro tubos de madera contrachapada interconectados con acceso ejes a la superficie. Los tubos tenían 9 metros de diámetro y consistían en paneles reforzados aislados diseñados para resistir las presiones de ser enterrada en la nieve y el hielo.
 Fue abandonada en 1994.

### Halley V
Operativa desde 1989, Halley V tuvo los principales edificios construidos sobre plataformas de acero que se elevaban anualmente para mantenerlos por encima de la superficie de la nieve. Los pilotes estaban clavados en el hielo, que fluye, por lo que finalmente se acercaron demasiado al borde de la barrera de hielo. La plataforma principal de la base era la plataforma Lawes. El edificio Drewry, de 2 plantas para alojamiento de verano, tiene esquíes y puede ser arrastrado a una nueva ubicación más alta cada año. El bloque del Drewry fue trasladado para unirse a la Base Halley VI.
El edificio Simpson (Ice and Climate Building o ICB) está sobre pilotes y se eleva cada año para contrarrestar la acumulación de nieve. Alberga el espectrofotómetro Dobson utilizado para descubrir el agujero de ozono.
La plataforma Piggott (Space Science Building) se utiliza para la investigación de la atmósfera superior.
Una vez que Halley VI fue puesta en funcionamiento, Halley V fue demolida a finales de 2012.

### Halley VI
Es una estructura que, como Halley V, está elevada para evitar la acumulación de nieve sobre ella. A diferencia de Halley V, hay esquíes en la parte inferior de los pilotes que permite que el edificio sea trasladado periódicamente. Es una cadena de 8 módulos, cada uno sobre pilotes con esquíes.
Comenzó a operar el 28 de febrero de 2012.
El edificio de verano Drewry y el garaje de la Halley V fueron remolcados hasta la Halley VI y continúan en uso.
Se ideó una competición de arquitectura para diseñar la estructura de la Halley VI, que fue lanzada por el Royal Institute of British Architects y la British Antarctic Survey en junio de 2004. En julio de 2005 se eligió el diseño ganador, de los arquitectos Faber Maunsell y Hugh Broughton.
La Halley VI fue construida en Ciudad del Cabo, Sudáfrica, por un consorcio sudafricano. Servaccomm suministra los alojamientos modulares para la nueva estación a través Galliford Trate Internacional.
Las primeras secciones se embarcaron hacia la Antártida en diciembre de 2007, y se ensamblaron cerca de la Halley V.
Halley VI fue oficialmente abierta en la Antártida el 5 de febrero de 2013.
Actualmente (diciembre de 2015), esta base está en graves problemas debido a la peligrosa cercanía y avance de una profunda grieta en el hielo, que pone en grave peligro a la base. Esto ha puesto en alerta a toda la base, cuyos integrantes trabajan contrarreloj para trasladar la base a una posición más segura.

## Ambiente

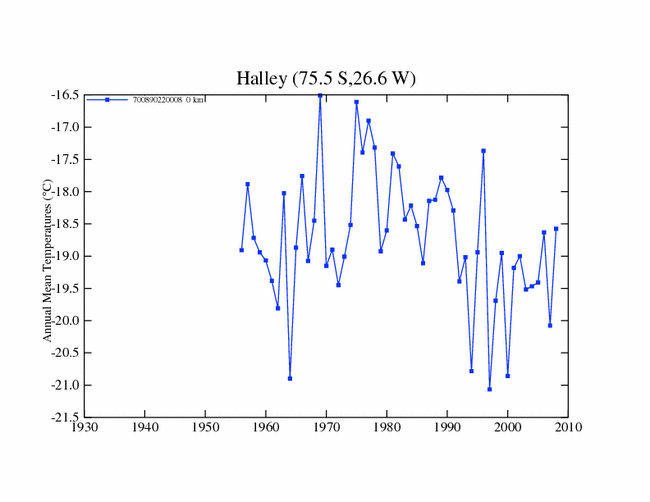
Termografía diaria promedio del aire, de 1956 a 2009, NASA.

Las temperaturas en Halley raramente suban de 0 °C y las Tº alrededor de -10 °C son comunes en días de verano soleados. Las Tº típicas de invierno están por debajo de -20 °C con bajas extremas de -55 °C.